# Raicu Ionescu-Rion
Raicu Ionescu-Rion (n. 24 august 1872, Bălășești, județul Galați – d. 19 aprilie 1895, Târgoviște) a fost un militant socialist, critic literar și publicist român, adept și propagator al marxismului.

## Biografie
După terminarea liceului la Bârlad, în 1890, se înscrie la Facultatea de Litere și Filozofie a Universității din Iași. Încă din timpul liceului, prin intermediul societății „Orientul”, pe care o înființează împreună cu alți colegi, va intra în contact cu operele și ideile lui Karl Marx, Friedrich Engels, Ludwig Büchner, Herbert Spencer, Charles Darwin, Auguste Comte, Hippolyte Taine.
După terminarea studiilor, în 1893, este profesor suplinitor la Liceul „Ienăchiță Văcărescu” din Târgoviște, unde predă româna, greaca și latina. Datorită ideilor sale socialiste i se refuză titularizarea, murind de tuberculoză la nici 23 de ani.
Debutează în revista Școala nouă (1893). Colaborează la Critica socială, Munca, Evenimentul literar. Semnează cu pseudonimele: Rion, V. Rion, Noir, Th. Bulgarul, Bulgarul, Faust, Paul Furtună, Gr. Mirea.
Adept al mișcării socialiste, al școlii critice de la Contemporanul, al ideilor despre literatură ale lui Constantin Dobrogeanu Gherea, susține arta care are un contact nemijlocit cu realitatea, intrând în polemică cu adepții esteticii junimiste. Nefiind un fin analist, critica sa pune un accent deosebit pe conținut, pe comentarii literare îmbrăcate în hainele ideologiei pe care a îmbrățișat-o.

## Scrieri
Lucrările sale mai importante au apărut în culegeri:
- Scrieri literare, prefață de Sofia Nădejde, postfață de Cezar Vraja (G. Ibrăileanu), Iași, Editura Saraga, Tipo-litografia H. Goldner, 1895. 248 p.
- Religia, familia, proprietatea, București, 1909; ediția București, 1945
- Eminescu și Lenau, Iași, 1911;
- Culegere de articole, prefață de Pompiliu Andronescu-Caraioan, București, 1951;
- Datoria artei, București, E.S.P.L.A., 1959, ediție îngrijită și prefață de Savin Bratu, București, 1962
- Scrieri, ediție îngrijită de Florica Neagoe, București, Editura Științifică, 1964
- Arta revoluționară, București, Editura Științifică, 1972
- Arta revoluționară : Scrieri de critică literară și social-politice, București, Editura Minerva, 1972[3]